# Zhang Mingkun
Zhang Mingkun, född 20 oktober 2000, är en friidrottare från Kina. Han deltog vid olympiska sommarspelen 2024.